# Teiran
Teiran (en francès Teyran) és un municipi occità del Llenguadoc, situat a la regió d'Occitània, al departament de l'Erau.